# Banksula
Banksula – rodzaj kosarzy z podrzędu Laniatores i rodziny Phalangodidae liczący 10 gatunków.

## Występowanie
Rodzaj obejmuje gatunki endemiczne dla Kalifornii.

## Systematyka
Opisano 10 gatunków należących do tego rodzaju:
- Banskula californica (Banks, 1900)
- Banskula galilei Briggs, 1974
- Banskula grahami Briggs, 1974
- Banskula grubbsi Briggs & Ubick, 1981
- Banskula incredula Ubick & Briggs, 2002
- Banskula martinorum Briggs & Ubick, 1981
- Banskula melones Briggs, 1974
- Banskula rudolphi Briggs & Ubick, 1981
- Banskula tuolume Briggs, 1974
- Banskula tutankhamen Ubick & Briggs, 2002